# Buttigliera d'Asti
Buttigliera d'Asti is een gemeente in de Italiaanse provincie Asti (regio Piëmont) en telt 2164 inwoners (31-12-2004). De oppervlakte bedraagt 18,8 km², de bevolkingsdichtheid is 115 inwoners per km².
De volgende frazioni maken deel uit van de gemeente: Crivelle, Serra.

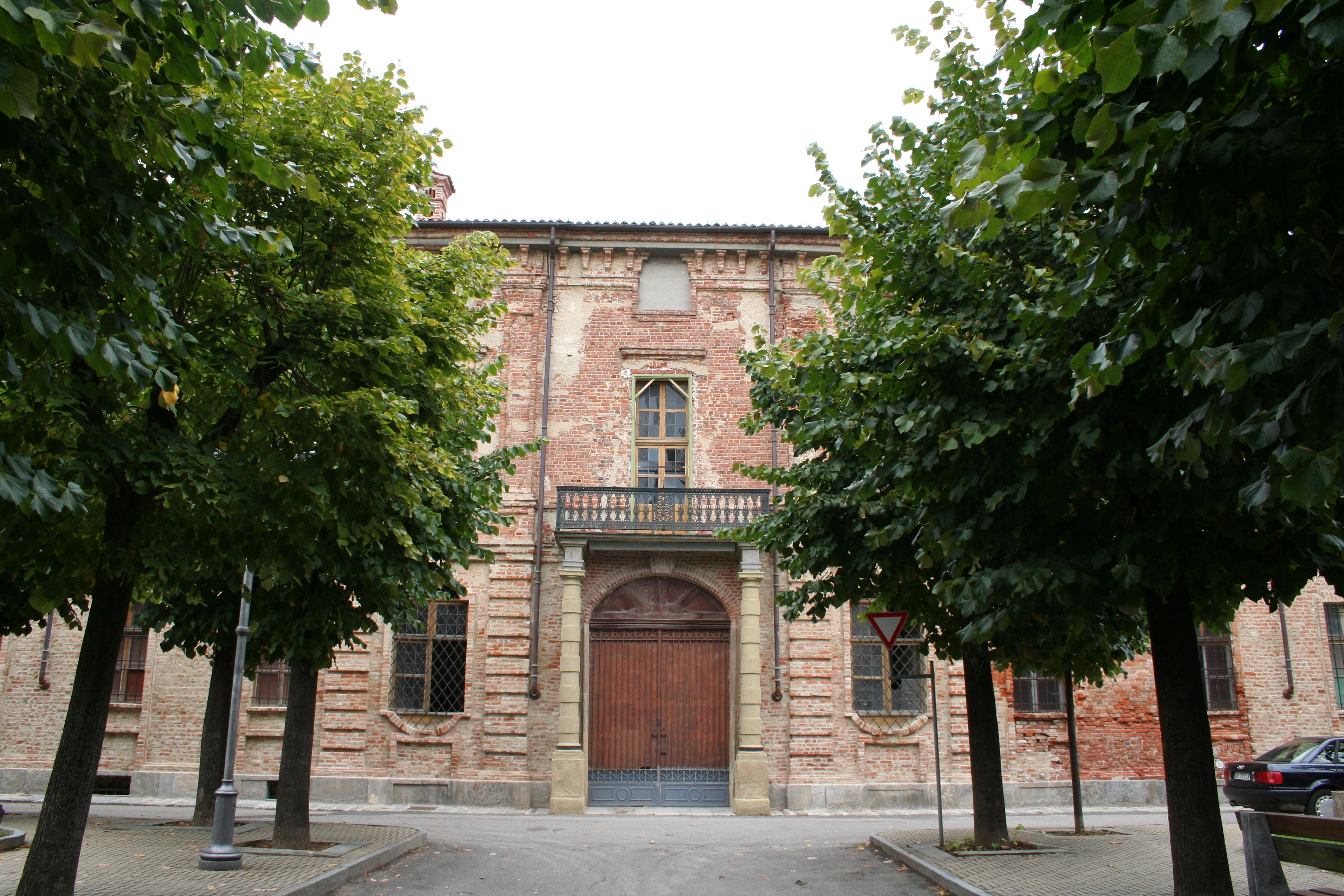
Palazzo Freilino

## Demografie
Buttigliera d'Asti telt ongeveer 875 huishoudens. Het aantal inwoners steeg in de periode 1991-2001 met 2,1% volgens cijfers uit de tienjaarlijkse volkstellingen van ISTAT.
| Jaar | Inwoneraantal |
| ---- | ------------- |
| 1991 | 1954          |
| 2001 | 1996          |

## Geografie
De gemeente ligt op ongeveer 299 m boven zeeniveau.
Buttigliera d'Asti grenst aan de volgende gemeenten: Capriglio, Castelnuovo Don Bosco, Montafia, Moriondo Torinese (TO), Riva presso Chieri (TO), Villanova d'Asti.